# (103740) Budinger
(103740) Budinger est un astéroïde de la ceinture principale.

## Description
(103740) Budinger est un astéroïde de la ceinture principale. Il fut découvert le 6 février 2000 à Kitt Peak par Robert L. Millis. Il présente une orbite caractérisée par un demi-grand axe de 2,78 UA, une excentricité de 0,02 et une inclinaison de 1,8° par rapport à l'écliptique.

## Compléments